# Kruiptijm
Kruiptijm of vroege tijm (Thymus praecox) is een vaste plant die behoort tot de lipbloemenfamilie (Lamiaceae). De soort staat op de Nederlandse Rode Lijst van planten als zeer zeldzaam en stabiel of iets toegenomen. Deze plant is in Nederland wettelijk beschermd sinds 1 januari 2017 door de Wet Natuurbescherming. De plant komt in Nederland voor in Zuid-Limburg en wordt ook gebruikt als bodembedekker in siertuinen. Ook kan het blad als kruid gebruikt worden.
De plant kruipt, wordt 5-10 cm hoog en vormt een tamelijk losse zode. De vrij dikke, stijve, van boven behaarde bladeren zijn elliptisch tot bijna rond en hebben aan de onderkant licht verdikte nerven.
De in het wild voorkomende kruiptijm bloeit in juni en juli met sterk geurende, roodpaarse bloemen. De onderste twee kelktanden zijn langer en veel smaller dan de bovenste drie en de bloem heeft vier meeldraden. De bloemstengel is behaard. De bloeiwijze bestaat uit een schijnkrans.
De vrucht is een vierdelige splitvrucht.
De plant komt voor in grasland op kalkhoudende gronden.

## Ondersoortenencultivars
- Thymus praecox subsp. praecox
  - Thymus praecox 'Albiflorus'
  - Thymus praecox 'Coccineus'
  - Thymus praecox 'Doone Valley'
  - Thymus praecox 'Elfin'
  - Thymus praecox 'Hall's Variety'
  - Thymus praecox 'Minor'
  - Thymus praecox 'Pink Chintz'
  - Thymus praecox 'Pseudolanuginosus' (woltijm)
  - Thymus praecox 'Purple Beauty'
- Thymus praecox subsp. arcticus
  - Thymus praecox subsp. arcticus 'Languinosus' (wollige tijm)
  - Thymus praecox subsp. arcticus 'Hall's Woolly'
- Thymus praecox subsp. polytrichus (A. Kern. Ex Borbàs) Jalas

## Namen in andere talen
De namen in andere talen kunnen vaak eenvoudig worden opgezocht met de interwiki-links.
- Duits: Feldthymian, Quendel
- Engels: Creeping Thyme, Hairy Thyme, Mother of Thyme
- Frans: Thym chevelu, Thym des Alpes